# Бревіс
Бре́віс (від лат. brevis — «короткий», «коротка»), бре́ве (від лат. breve — «коротке»), рідше кра́тка , також і́йка (правопис Гатцука) — надрядковий діакритичний знак для позначення короткості голосних. Запозичений з давньогрецької писемності. У типографіці розрізняють кириличний і латинський бревіс — перший, як правило, має потовщення по краях, другий — до середини.